# Kerekegyháza

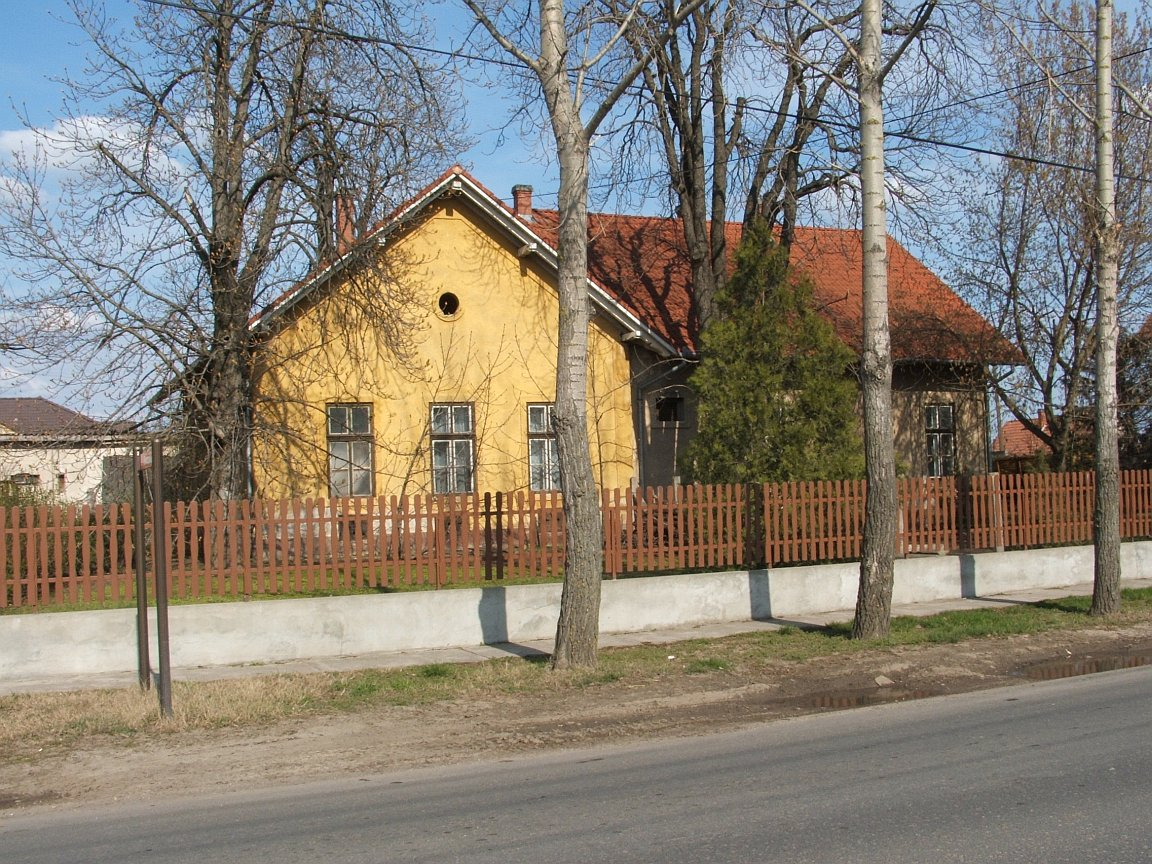
A település egykori vasútállomása

Kerekegyháza (1745–1900 között Jászkerekegyháza) város Bács-Kiskun vármegye Kecskeméti járásában.

## Fekvése
Kecskeméttől mintegy 17 kilométerre nyugatra, Kunbaracstól 7,4 kilométerre délkeletre helyezkedik el. A szomszédos települések: észak felől Lajosmizse, kelet felől Kecskemét (Hetényegyháza), délkelet felől Ballószög, délnyugat felől Fülöpháza, nyugat felől Szabadszállás, északnyugat felől pedig Kunbaracs.

### Megközelítése
A település a főutaktól kissé távolabb esik, csak mellékutakon érhető el. Lakott területét a Ladánybenétől induló 5212-es, az 52-es főútból Szabadszállás irányába kiágazó 5214-es és a Hetényegyházától idáig vezető 5218-as utak érintik, külterületei közt elhalad még az 52-es főút, továbbá a Lajosmizse-Kunszentmiklós közti 5211-es, a Fülöpházát feltáró 5215-ös és az Izsákra vezető 5301-es út is.

## Története
Az Árpád-házi királyok korában már lakott helység első okleveles említése 1323-ból ismert. Az ásatások egy majdnem kör alakú templom alapjait tárták fel, feltételezhetően innen kapta a későbbiekben a település a nevét. A török hódoltság alatt (16. század) a falu elnéptelenedett. 1745-ben Mária Terézia hozzájárulásával a Jászkun kerület lakossága (javarészt Jászárokszállásé) megváltotta, ekkor a Jászkerekegyháza nevet vette fel. 1856-ban Balatoni Farkas János 1848-as honvédszázados vezetésével megkezdődött az 1900-ban Kerekegyháza nevet felvevő község benépesítése. Ma Kerekegyházához tartozik az egykori kunszentmiklósi pusztarész is, illetve 1937-től Kunpuszta is. A fülöpszállási részből viszont Fülöpháza néven alakult község.
A lakosok a szomszédos magyar településekről és a sváb falvakból érkeztek. Továbbá a XX. század első évtizedeiben – a jobb megélhetés reményében – néhány római katolikus vallású szlovák (tót) család is érkezett a mai Szlovákia északi területén, a Kis-Fátra lábánál fekvő, egykor Trencsén vármegye Zsolnai járásához tartozó Terhely (Terchova) faluból. Ezek közül a Czingel és az Ondrus-Vribinszki családoknak még ma is élnek leszármazottjai a településen.
A település 2001. július 1-jén városi címet kapott.

## Közélete

### Polgármesterei
- 1990–1994: Czakó István (független)[6]
- 1994–1998: Czakó István (független)[7]
- 1998–2002: Czakó István (független)[8]
- 2002–2006: Dr. Czakó István (független)[9]
- 2006–2010: Dr. Kelemen Márk (Fidesz)[10]
- 2010–2014: Dr. Kelemen Márk Csaba (Fidesz-KDNP)[11]
- 2014–2019: Dr. Kelemen Márk Csaba (Fidesz-KDNP)[12]
- 2019–2024: Dr. Kelemen Márk (Fidesz-KDNP)[13]
- 2024– : Dr. Kelemen Márk (Fidesz-KDNP)[1]

## Népesség
A település népességének változása:
| Lakosok száma | 6354 | 6330 | 6509 | 6730 | 6458 | 6448 | 6451 |
|               | 2013 | 2014 | 2018 | 2021 | 2022 | 2023 | 2024 |

A 2011-es népszámlálás során a lakosok 90,2%-a magyarnak, 0,5% cigánynak, 0,6% németnek, 1% románnak, 0,2% szerbnek mondta magát (9,6% nem nyilatkozott; a kettős identitások miatt a végösszeg nagyobb lehet 100%-nál). A vallási megoszlás a következő volt: római katolikus 57,6%, református 10,6%, evangélikus 0,6%, görögkatolikus 0,2%, felekezeten kívüli 7,9% (21,9% nem nyilatkozott).
2022-ben a lakosság 89%-a vallotta magát magyarnak, 0,9% németnek, 0,7% cigánynak, 0,5% ukránnak, 0,4% románnak, 0,1% görögnek, 0,1% szerbnek, 1,8% egyéb, nem hazai nemzetiségűnek (10,2% nem nyilatkozott; a kettős identitások miatt a végösszeg nagyobb lehet 100%-nál). Vallásuk szerint 41% volt római katolikus, 9,1% református, 0,5% evangélikus, 0,2% görög katolikus, 0,2% ortodox, 1,3% egyéb keresztény, 1,1% egyéb katolikus, 8,2% felekezeten kívüli (38,1% nem válaszolt).

## Nevezetességei
- A Tanyamúzeumban a környékre jellemző gazdálkodás eszközeit, a tanyasi életet ismerhetjük meg.
- A köztemetőben áll Langó László kápolnája, és André Emanuelnek a síremléke az 1800-as évekből.
- A kunpusztai református templom 1901-ben épült a pusztában. 1924-ben Ravasz László megyéspüspök is meglátogatta.[16] A templom eklektikus stílusú, imapadjai – az országban egyedülálló módon – a pusztai homokon állnak.
- A református templom eklektikus stílusú, 1913-ban épült.
- Római katolikus templomát 1913. augusztus 20-án Szent István tiszteletére szentelték fel, a neogótikus stílusú építményt Györgyi Dénes tervezte.
- Balás Eszter: Lány galambbal című szobra 1980-ban készült.
- Az első és második világháborús emlékművet Paulkovics Iván tervezte, 1992-ben avatták fel.
- A díszkutat 1994-ben avatták fel. Jóna Guðvarðardóttir és Probstner János tervezte.
- Dohány Sándor és Balás Eszter ivókútja 1996-ban készült.
- Vörösmarty Mihály szobrát 2000 decemberében avatták fel, Acsa Szűcs István készítette.
- Borbély Béláné magángyűjteménye bútorokat, porcelánokat és szőtteseket mutat be.
- Halász- és S. Nagy-tanya

## Külső hivatkozások
- Kerekegyháza Város Honlapja
- Kerekegyházi linkgyűjtemény
- Kiskunsági Ökomúzeum